# Жоел де Оливеира Монтеро
Жоел де Оливеира Монтеро (1. мај 1904 — 6. априла 1990)  је бивши бразилски фудбалер. Играо је за репрезентацију Бразила на ФИФА светском првенству 1930. године.

## Трофеји

### Клуб
- Кампеонато Кариока :

ФК Америка (РЈ): 1928